# Johnny Rebel
Johnny Rebel est le pseudonyme du musicien de country Clifford Joseph "Pee Wee" Trahan, né le 25 septembre 1938 à Moss Bluff dans la paroisse de Calcasieu en Louisiane, et mort le 3 septembre 2016 à Rayne (Louisiane).

## Biographie
Trahan a commencé à utiliser ce pseudonyme aux fins d’enregistrements racistes sur le label Red Rebel de J. D. « Jay » Miller, un label louisianais de la ville de Crowley.
Ses textes contiennent fréquemment le mot « nègre » (en anglais dans le texte : nigger) et font la promotion des lois Jim Crow et du Ku Klux Klan. Pratiquement toutes ses chansons dénigrent les afro-américains et les mouvements pour les droits civiques.
Trahan commence à utiliser le pseudonyme de Johnny Rebel au milieu des années 1960. Son premier titre est un 45 tours contenant les titres Lookin' For A Handout et Kajun Ku Klux Klan. Il enregistre par la suite cinq autres disques aux titres tels que Nigger, Nigger, In Coon Town, Who Likes A Nigger, Nigger Hatin Me, Still Looking For A Handout, Some Niggers Never Die (They Just Smell That Way), Stay Away From Dixie ou Move Them Niggers North.
En 1972, Trahan écrivit la chanson Lâche pas la patate chantée par Jimmy C. Newman qui remporta un disque d'or au Canada,.
Deux autres titres (Keep A Workin' Big Jim et (Federal Aid Hell!) The Money Belongs To Us) ne parlent pas de problèmes raciaux mais de politique, l’un dédié au procureur de Louisiane Jim Garrison concernant l’assassinat de John F. Kennedy et l’autre aux aides monétaires des États-Unis envers d’autres pays. La plupart de ces titres sont regroupés sur l’album For Segregationalists Only.
Trahan n’a jamais autorisé quiconque à prendre des photos de lui, bien qu’il prétende que de telles photos puissent être trouvées sur internet. Il déclare ne pas savoir d’où viennent ces photos.
Après près de 30 ans de silence, Trahan reprend le nom de Johnny Rebel en 2001 pour enregistrer le titre Infidel Anthem, en réponse aux attentats du 11 septembre 2001. En 2003, il sort un nouvel album intitulé It's The Attitude, Stupid!.
L´ensemble des chansons de Johnny Rebel a été repris par des groupes et chanteurs de country sur un album de compilation intitulé The Complete Johnny Rebel Collection.